# Модринь
Модринь (пол. Modryń) — село в Польщі, у гміні Мірче Грубешівського повіту Люблінського воєводства. Населення — 266 осіб (2011).

## Історія

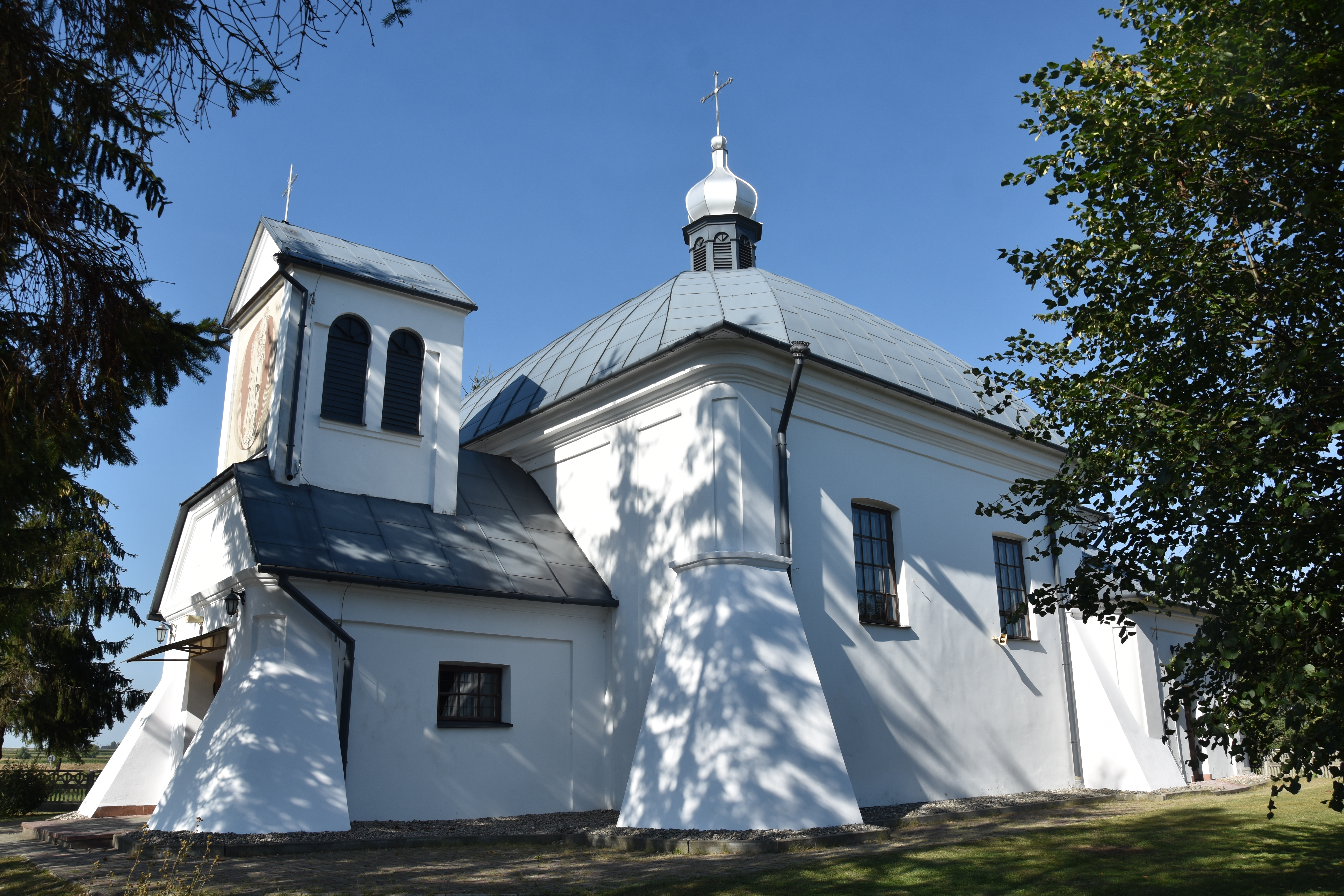
Колишня церква Покрови у с. Модринь. Фото 2020 р.

1406 року вперше згадується православна церква в селі.
За королівською люстрацією 1589 р. Модринь — село округи Тишівців Белзького повіту Белзького воєводства: у володінні Лапковського налічувалось 1/2 лану оброблюваної землі, у володінні Івана Чемерницького налічувалось 2 лани оброблюваної землі, 1 загородник і 4 коморники, у володінні Холойовського налічувався 1 лан оброблюваної землі.
У 1740 р. збудована церква Покрови коштом Розалії Вільги. В 1920 р. польська влада закрила церкву.
За даними етнографічної експедиції 1869—1870 років під керівництвом Павла Чубинського, у селі проживали греко-католики, які розмовляли українською мовою.
Село постраждало під час боїв Першої світової війни між російською та австро-угорською арміями. Внаслідок бойових дій та російської евакуації влітку 1915 року місцевого українського православного населення вглиб Російської імперії, було спалено господарський двір, залишилося лише 4 господарів-селян.
У 1921 році село входило до складу гміни Мірче Грубешівського повіту Люблінського воєводства Польської Республіки.
У липні-серпні 1938 року польська влада в рамках великої акції руйнування українських храмів на Холмщині і Підляшші знищила місцеву православну церкву.
У 1943—1944 роках польські шовіністи вбили в селі 77 українців.
1-5 липня 1947 року під час операції «Вісла» польська армія виселила зі села на приєднані до Польщі північно-західні терени 2 українців. У селі залишилося 202 поляки.
У 1975—1998 роках село належало до Замойського воєводства.

## Населення
За даними перепису населення Польщі 1921 року в селі налічувалося 90 будинків (з них 6 незаселених) та 504 мешканці, з них:
- 248 чоловіків та 256 жінок;
- 402 православні, 65 римо-католиків, 37 юдеїв;
- 363 українці, 104 поляки, 37 євреїв.

Демографічна структура станом на 31 березня 2011 року:
|          | Загалом | Допрацездатний вік | Працездатний вік | Постпрацездатний вік |
| -------- | ------- | ------------------ | ---------------- | -------------------- |
| Чоловіки | 144     | 28                 | 100              | 16                   |
| Жінки    | 122     | 20                 | 72               | 30                   |
| Разом    | 266     | 48                 | 172              | 46                   |